# Frihavns Sogn
Frihavns Sogn var et sogn i Østerbro Provsti (Københavns Stift). Sognet lå i Københavns Kommune; indtil Kommunalreformen i 1970 lå det i Sokkelund Herred (Københavns Amt). I Frihavns Sogn lå Frihavnskirken.

Frihavns Sogn er nu lagt under Rosenvænget Sogn